# Naming
Unter dem Begriff Naming, auch als Namensentwicklung bezeichnet, versteht man die Entwicklung eines Namens für die Benennung eines Produktes, einer Dienstleistung oder eines Unternehmens. Diese Entwicklung ist sehr komplex, weshalb zunehmend spezialisierte Agenturen damit beauftragt werden.

## Bedeutung
Der Name einer Marke ist eines der wichtigsten Marketingmittel. Er wird in der Regel strategisch gewählt und unterstützt meistens Assoziationen, die in direktem Zusammenhang mit wesentlichen Produkteigenschaften oder Unternehmensmerkmalen stehen. Er kann aber auch dem eigentlichen Produkt vollkommen entgegenstehen und dennoch positiv von der Zielgruppe aufgenommen werden. Neue Markennamen müssen meist international einsetzbar sein und dabei positive Assoziationen hervorrufen. Bei Unternehmen mit einer großen Anzahl an Produkten schaffen komplette Namenssysteme Struktur, stärken die Positionierung und machen Zusammenhänge transparent. Der Namingprozess gliedert sich in mehrere Stufen und geht weit über die reine Kreation hinaus.

## Anforderungen
Ein Markenname muss verschiedene Eigenschaften besitzen, damit er wirkungsvoll eingesetzt werden kann. Dabei ist es relativ unerheblich, ob er für ein Unternehmen oder ein bestimmtes Produkt, national oder international bestehen soll. Er muss im Wesentlichen stets dieselben Kriterien erfüllen.
Der Name darf nicht in identischer oder ähnlicher Form bereits für ein identisches oder ähnliches Produkt oder ein Unternehmen derselben Branche geschützt sein. Er muss folglich einzigartig sein.
Damit ein Name im Gedächtnis bleibt, muss er leicht les- und sprechbar sein. Die Lesbarkeit kann jedoch auch durch die graphische Gestaltung positiv oder negativ beeinflusst werden.
Der Name sollte zu dem zu benennenden Produkt oder Unternehmen passen. Dabei muss er nicht zwingend beschreibend sein. Es genügt, wenn er die gewünschten Assoziationen hervorruft. Er sollte prägnant sein, damit er sich von möglichen Wettbewerbern bzw. deren Produktnamen unterscheidet.
Ein Name ist als Marke schutzfähig, wenn er nicht beschreibend in Bezug auf die vom Schutz umfassten Waren und/oder Dienstleistungen ist. Ferner sollte der Name nicht mit bereits existierenden identischen oder ähnlichen älteren Kennzeichenrechten Dritter kollidieren, die für identische und/oder ähnliche Waren und/oder Dienstleistungen geschützt sind.

## Vorgehensweise
Die Entwicklung eines Namens, der die genannten Kriterien erfüllt, durchläuft verschiedene Phasen und beginnt mit der Formulierung der spezifischen Anforderungen an den jeweiligen Namen. Diese mündet in den kreativen Prozess, bei dem eine Vielzahl an Vorschlägen mit Hilfe verschiedener Techniken generiert wird. Hieran anschließend werden favorisierte Namen selektiert und erste kennzeichenrechtliche Überprüfungen durchgeführt, um auszuschließen, dass der Name in jenen Ländern, in denen das Produkt oder Unternehmen eingesetzt werden soll, mit älteren identischen Kennzeichenrechten Dritter kollidiert.
Parallel werden Namen sprachlich-kulturellen Tests mit Muttersprachlern unterzogen, um sicherzugehen, dass sie in den entsprechenden Sprachen keine negativen Assoziationen oder Bedeutungen hervorrufen.
Als weitere Stufe der Markenrecherchen sollten Ähnlichkeitsrecherchen durchgeführt werden. Diese Rechercheform berücksichtigt zahlreiche weitere Variationen der verbleibenden Namensvorschläge (schriftbildlich, phonetisch und semantisch). Durch diesen Schritt kann die markenrechtliche Situation des jeweiligen Namens optimal eingeschätzt werden.
Darüber hinaus können die verbleibenden Namen bei der gewünschten Zielgruppe durch einen Wirkungstest im Hinblick auf Anmutung, Assoziationen, Klang und Akzeptanz untersucht werden.
Aus der anfänglichen Vielzahl an Namen bleiben somit am Ende dieses Prozesses deutlich weniger übrig, die sämtliche erforderlichen Kriterien erfüllen.

## Forschung
Die Entwicklung von Markennamen wird aus unterschiedlichen Perspektiven beforscht.
- Die Betriebswirtschaftslehre befasst sich in der Markenführung besonders mit der praktischen Einsatz- und Schutzfähigkeit eines Markennamens im nationalen und internationalen Raum. Die Forschungsergebnisse münden häufig in Anforderungskatalogen für die Namensentwicklung.[1]
- Das sensorische Marketing und die Neurowissenschaften untersuchen besonders das synästhetische Potenzial von Markennamen: z. B. welche sensorischen Assoziationen löst der Name allein aufgrund seines Klangs aus (unabhängig von seiner enzyklopädischen Bedeutung) und wie können diese Assoziationen auf das benannte Objekt abgestimmt werden?[2]
- Die Linguistik befasst sich vorrangig mit den Vor- und Nachteilen unterschiedlicher syntaktischer Wortbildungsmuster (z. B. Blending, Akronym etc.), mit der Semantik des Namens, mit den von ihm ausgelösten Assoziationen und seiner Interaktion mit anderen Werbelementen wie Bildern.[3]